# 瓦卢瓦 (默尔特-摩泽尔省)
瓦卢瓦（法語：Vallois，法語發音：[valwa]）是法国默尔特-摩泽尔省的一个市镇，位于该省东南部，属于吕内维尔区。

## 地理
瓦卢瓦（48°27'44"N, 6°32'52"E）面积7.27 平方千米，位于法国大東部大區默尔特-摩泽尔省，该省份为法国东北部内陆省份，是洛林的一部分，北邻比利时、卢森堡，北起顺时针与摩泽尔省、下莱茵省、孚日省和默兹省接壤。
与瓦卢瓦接壤的市镇（或旧市镇、城区）包括：热贝维莱、马涅尔、马特克塞、穆瓦延、瑟朗维尔。

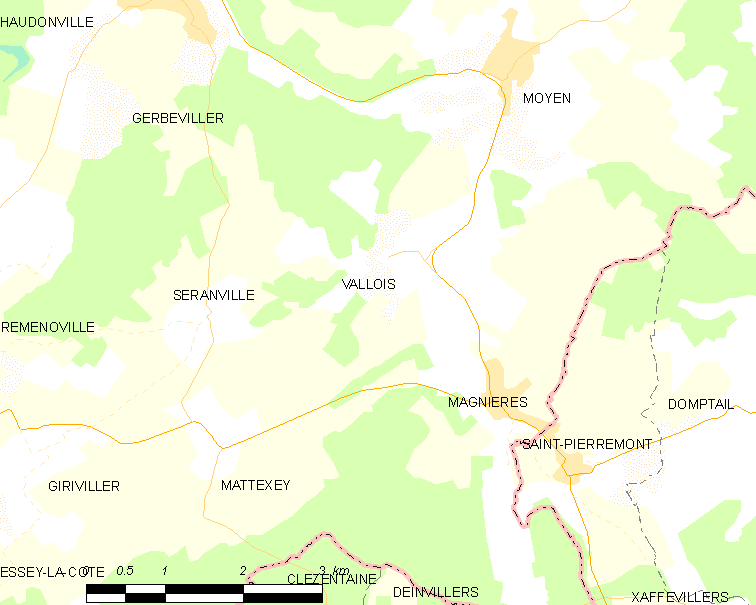
的OSM定位图

瓦卢瓦的时区为UTC+01:00、UTC+02:00（夏令时）。

## 行政
瓦卢瓦的邮政编码为54830，INSEE市镇编码为54543。

## 政治
瓦卢瓦所属的省级选区为吕内维尔第二县。

## 人口

1962-2008年间人口变化图示

瓦卢瓦于2022年1月1日时的人口数量为124人。